# 地下连续墙

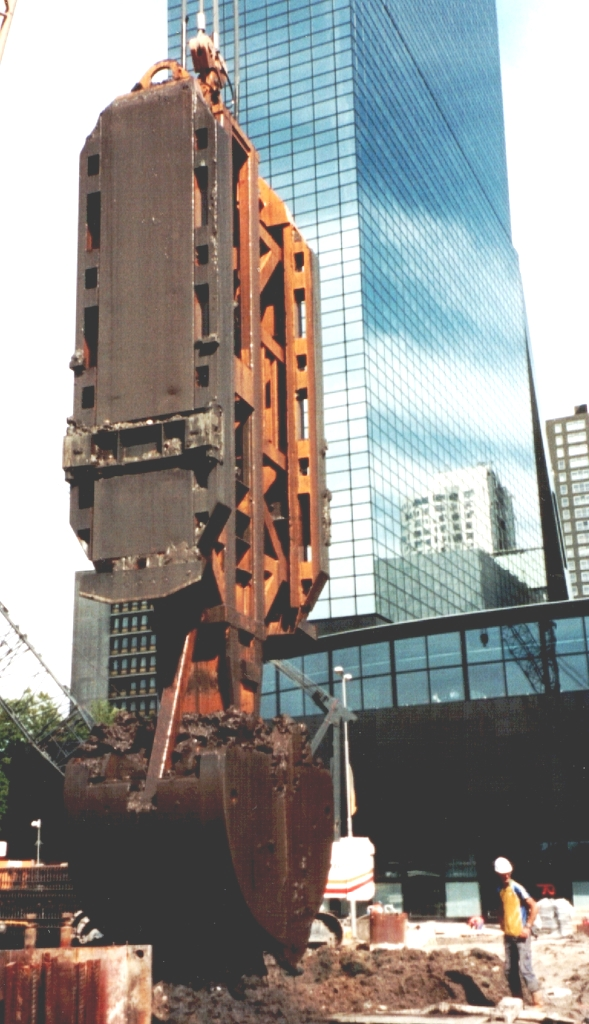
地下连续墙的抓斗式挖掘机

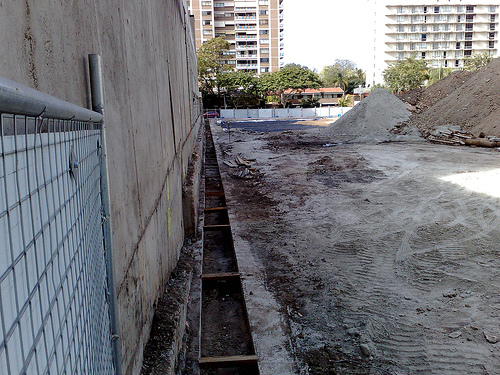
地下连续墙开挖前建好的导墙

地下连续墙（slurry wall），又译連續壁、槽壁，有时简称地连墙，是在地下工程施工时建设的处于地表之下的钢筋混凝土墙，用于支撑周围的软土层、挡水等目的。这项技术典型用于建筑物的基坑的四壁、地下隧道或车站的防水、悬索桥锚碇锚坑施工、水库大坝的防水心墙等等。
首先需要开槽，同时在槽中灌入泥浆以保持槽壁的压力平衡，使得泥浆的向外的压力抵消掉槽壁土层地下水向槽内的水压，之后吊放入钢筋笼，最后从槽底开始灌入混凝土逐步把泥泞替换出来再利用，从而形成了槽中的钢筋混凝土连续墙。
开槽施工前，一般要在施工位置建起导墙（guide wall），深度约1.5米（一般深度需大於回填土層厚度），厚度约0.5米，两面导墙之间的宽度略大于槽的设计宽度（約5cm）。导墙不仅在地面标示出地下连续墙的施工位置，而且还可以稳固施工地面表土层不至于向槽中坍塌。挖槽的常用机械是抓斗式挖掘机或液压铣槽机，槽底硬岩可使用重凿方锤或冲击钻，灌入的泥浆一般是膨润土与水拌和而成。
地下连续墙围住要开挖的目标区，挡住外围地下水与软土层的涌入、大型地连墙墙底一般需进入硬岩3-5。目标区域开挖时，可能需要临时支撑地下连续墙以防止其倒塌。主体工程的地下部分完工后就可以直接支撑四周的地下连续墙，不再需要临时支护了。